# Bernard Brandt
Bernard Brandt (ur. 14 listopada 1960) – szwajcarski narciarz, specjalista narciarstwa dowolnego. Jego największym sukcesem jest srebrny medal w jeździe po muldach wywalczony podczas mistrzostw świata w Lake Placid. Startował także w tej samej konkurencji na igrzyskach w Albertville, ale zajął odległe, 39. miejsce.
Najlepsze wyniki w Pucharze Świata osiągnął w sezonie 1989/1990, kiedy to zajął 26. miejsce w klasyfikacji generalnej, a w klasyfikacji jazdy po muldach był siódmy.
W 1992 r. zakończył karierę.

## Osiągnięcia

### Igrzyska olimpijskie
| Miejsce | Dzień     | Rok  | Miejscowość | Konkurencja      | Zwycięzca       |
| ------- | --------- | ---- | ----------- | ---------------- | --------------- |
| 39.     | 13 lutego | 1992 | Albertville | Jazda po muldach | Edgar Grospiron |

### Mistrzostwa świata
| Miejsce | Dzień     | Rok  | Miejscowość | Konkurencja      | Zwycięzca       |
| ------- | --------- | ---- | ----------- | ---------------- | --------------- |
| 13.     | 2 lutego  | 1986 | Tignes      | Jazda po muldach | Éric Berthon    |
| 8.      | 3 marca   | 1989 | Oberjoch    | Jazda po muldach | Edgar Grospiron |
| 2.      | 14 lutego | 1991 | Lake Placid | Jazda po muldach | Edgar Grospiron |

### Puchar Świata

#### Miejsca w klasyfikacji generalnej
- sezon 1983/1984: 71.
- sezon 1984/1985: 45.
- sezon 1985/1986: 26.
- sezon 1987/1988: 29.
- sezon 1988/1989: 35.
- sezon 1989/1990: 26.
- sezon 1990/1991: 58.
- sezon 1991/1992: 40.

#### Miejsca na podium
1. Pila – 12 marca 1985 (jazda po muldach) – 1. miejsce
2. Mont Gabriel – 9 stycznia 1988 (jazda po muldach) – 3. miejsce
3. Oberjoch – 5 marca 1988 (jazda po muldach) – 1. miejsce
4. Clusaz – 10 marca 1988 (jazda po muldach) – 1. miejsce
5. Tignes – 9 grudnia 1988 (jazda po muldach) – 3. miejsce
6. Tignes – 16 grudnia 1989 (jazda po muldach) – 1. miejsce
7. Mont Gabriel – 6 stycznia 1990 (jazda po muldach) – 3. miejsce
8. Lake Placid – 25 stycznia 1992 (kombinacja) – 3. miejsce

- W sumie 4 zwycięstwa i 4 drugie miejsca.